# Ross Thomas (Schriftsteller)
Ross Elmore Thomas (* 19. Februar 1926 in Oklahoma City, USA; † 18. Dezember 1995 in Santa Monica, USA) war ein amerikanischer Schriftsteller.

## Leben
Thomas kämpfte im Zweiten Weltkrieg als Soldat auf den Philippinen. Vor seiner Karriere als Schriftsteller, die erst im Alter von 40 Jahren begann, arbeitete er als Public-Relations- und Wahlkampfberater für Politiker wie Lyndon B. Johnson sowie als Journalist und Gewerkschaftssprecher in den USA, in Bonn und in Nigeria. In der damaligen Bundeshauptstadt Bonn baute er das American-Forces-Network-Büro auf.
Zwischen 1966 und 1994 schrieb er 25 Romane, von denen fünf unter dem Pseudonym Oliver Bleeck erschienen. Seit 1982 schrieb er auch Drehbücher für Fernsehserien wie Simon und Simon oder Die unglaublichen Geschichten von Roald Dahl. Im Jahr 1992 war er Präsident des amerikanischen Kriminalschriftstellerverbands Mystery Writers of America.

## Werk
Seine Politthriller zeichnen sich durch geistreiche Entlarvungen des amerikanischen Politikbetriebs aus. Für seinen ersten Roman The Cold War Swap erhielt er 1967 den renommierten Edgar Allan Poe Award in der Kategorie Bestes Erstlingswerk und ein weiteres Mal 1985 für Briarpatch in der Kategorie Bester Roman.
Die meisten von Thomas’ zunächst in deutscher Übersetzung veröffentlichten Romane waren häufig stark gekürzt und inhaltlich entstellt; diese sind inzwischen aber vergriffen und nur noch antiquarisch erhältlich. Seit 2005 erscheinen seine Bücher in werkgetreueren Neuübersetzungen im Berliner Alexander Verlag, diese Ross-Thomas-Edition wird von Alexander Wewerka herausgegeben und ist auf 25 Bände angelegt.

## Rezeption
„Ross Thomas ist ein Monolith der amerikanischen Politthriller-Landschaft, seine 25 Romane umkreisen allesamt das zentrale Dilemma von persönlicher Integrität und politischer Loyalität, und zwar auf einem Niveau, das sonst nur noch die Engländer Graham Greene und Eric Ambler erreichten.“

„Aus unerfindlichen Gründen ist Ross Thomas in Deutschland nie recht populär geworden: Aber vielleicht interessieren sich mittlerweile mehr Leser für die schmutzigen Ecken Amerikas.“

„Ross Thomas’ Bücher haben eine perfekte Ökonomie der Beschreibung. Er ist ungeheuer akribisch, wo es zwingend ist … (Er) schreibt lakonisch, ohne die Manierismen des sogenannten Hard-Boiled-Stils, immer nüchtern, so gar nicht romantisch … Thomas’ Helden sinnieren auch nicht viel, sie bleiben knapp, ohne das Pathos des Knappen zu kultivieren, auch wenn Thomas mal Hemingway als sein Vorbild genannt hat.“

## Bibliografie

### Die Mac McCorkle und Michael Padillo-Romane
- 1966: The Cold War Swap
  - Der Ein-Weg-Mensch. Übersetzt von Wilm W. Elwenspoek. Ullstein, Frankfurt am Main / Berlin 1969.
  - Kälter als der Kalte Krieg. Bearbeitete Übersetzung von Gisbert Haefs und Anja Franzen. Alexander Verlag, Berlin 2007, ISBN 978-3-89581-179-1. (Erste vollständige deutsche Ausgabe.)
- 1967: Cast a Yellow Shadow
  - Der Tod wirft gelbe Schatten. Übersetzt von Wilm W. Elwenspoek. Ullstein, Frankfurt am Main / Berlin 1970.
  - Gelbe Schatten. Übersetzt von Wilm W. Elwenspoek, Stella Diedrich und Gisbert Haefs. Alexander, Berlin 2012, ISBN 978-3-89581-264-4. (Erste vollständige deutsche Ausgabe.)
- 1971: The Backup Men
  - Was ich nicht weiss, macht mich nicht kalt. Übersetzt von Wilm W. Elwenspoek und Heinz F. Kliem. Ullstein, Frankfurt am Main / Berlin 1972, ISBN 3-548-11447-4.
  - Die Backup-Männer. Übersetzt von Wilm W. Elwenspoek, Heinz F. Kliem und Jochen Stremmel. Alexander, Berlin 2012, ISBN 978-3-89581-278-1. (Erste vollständige deutsche Ausgabe.)
- 1990: Twilight at Mac’s Place
  - Letzte Runde in Mac’s Place. Übersetzt von Bernd Holzrichter. Ullstein, Frankfurt am Main / Berlin 1994, ISBN 3-550-06703-8.
  - Dämmerung in Mac’s Place. Übersetzt von Bernd Holzrichter. Alexander, Berlin 2013, ISBN 978-3-89581-305-4.

### Die Philip St. Ives-Romane
(veröffentlicht unter dem Pseudonym Oliver Bleeck, in der deutschen Zweitauflage als Ross Thomas)
- 1969: The Brass Go-Between
  - Bonbons aus Blei. Übersetzt von Wilm W. Elwenspoek. Ullstein, Frankfurt am Main / Berlin 1970.
  - Der Messingdeal. Übersetzt von Wilm W. Elwenspoek, Jana Frey und Jochen Stremmel. Alexander, Berlin 2015, ISBN 978-3-89581-350-4. (Erste vollständige deutsche Ausgabe)
- 1971: Protocol for a Kidnapping
  - Kopfpreis eine Million. Übersetzt von Wilm W. Elwenspoek. Ullstein, Frankfurt am Main / Berlin 1971, ISBN 3-548-01425-9.
  - Protokoll für eine Entführung. Übersetzt von Wilm W. Elwenspoek, bearbeitet von Jana Frey und Jochen Stremmel. Alexander, Berlin 2016, ISBN 978-3-89581-423-5. (Erste vollständige deutsche Ausgabe)
- 1971: The Procane Chronicle (Titel der britischen Ausgabe: The Thief Who Painted Sunlight)
  - Das Mordpatent Procane. Übersetzt von Hansjürgen Wille und Barbara Klau. Ullstein, Frankfurt am Main / Berlin 1972, ISBN 3-548-01494-1.
  - Das Procane-Projekt. Übersetzt von Katja Karau und Gisbert Haefs. Alexander, Berlin 2022, ISBN 978-3-89581-582-9 (Erste vollständige deutsche Ausgabe in neuer Übersetzung)
- 1974: The Highbinders
  - Ein scharfes Baby. Übersetzt von Renate Steinbach. Ullstein, Frankfurt am Main / Berlin 1974, ISBN 3-548-10309-X.
  - Zu hoch gepokert. Übersetzt von Gisbert Haefs, Alexander Verlag, Berlin 2023, ISBN 978-3-89581-589-8
- 1976: No Questions Asked
  - Schreie im Regen. Übersetzt von Edith Massmann. Ullstein, Frankfurt am Main / Berlin 1976, ISBN 3-548-01789-4.
  - Keine weiteren Fragen. Übersetzt von Henner Löffler und Gisbert Haefs. Alexander, Berlin 2021, ISBN 978-3-89581-550-8 (Erste vollständige deutsche Ausgabe)

### Die Artie Wu und Quincy Durant-Romane
- 1978: Chinaman’s Chance
  - Umweg zur Hölle. Übersetzt von Edith Massmann. Ullstein, Frankfurt am Main / Berlin 1984, ISBN 3-548-10232-8.
  - Umweg zur Hölle. Bearbeitete Übersetzung von Jochen Stremmel. Alexander, Berlin 2007, ISBN 978-3-89581-172-2.
- 1987: Out on the Rim
  - Am Rand der Welt. Übersetzt von Jürgen Behrens. Ullstein, Frankfurt am Main / Berlin 1988, ISBN 3-550-06332-6.
  - Am Rand der Welt. Bearbeitete Übersetzung von Gisbert Haefs und Anja Franzen. Alexander, Berlin 2008, ISBN 978-3-89581-190-6.
- 1992: Voodoo, Ltd.
  - Voodoo & Co. Übersetzt von Walter Ahlers. Heyne, München 1993, ISBN 3-453-08287-7.
  - Voodoo, Ltd. Bearbeitete Übersetzung von Walter Ahlers. Alexander, Berlin 2009, ISBN 978-3-89581-209-5.

### Weitere Romane
- 1967: The Seersucker Whipsaw
  - Urne oder Sarg, Sir? Übersetzt von Wilm W. Elwenspoek. Ullstein, Frankfurt am Main / Berlin 1970.
  - Stimmenfang. Übersetzt von Gisbert Haefs. Alexander, Berlin 2025, ISBN 978-3-89581-630-7.
- 1969: The Singapore Wink
  - Sing Sing Singapur. Übersetzt von Wilm W. Elwenspoek. Ullstein, Frankfurt am Main / Berlin 1970.
  - Der Fall in Singapur. Bearbeitete Übersetzung von Jana Frey und Gisbert Haefs. Alexander, Berlin 2019, ISBN 978-3-89581-499-0.
- 1970: The Fools in Town Are on Our Side
  - Unsere Stadt muss sauber werden. Übersetzt von Heinz F. Kliem. Ullstein, Frankfurt am Main / Berlin 1972, ISBN 3-548-01440-2.
  - Die Narren sind auf unserer Seite. Neuübersetzung von Gisbert und Julian Haefs. Alexander, Berlin 2024, ISBN 978-3-89581-612-3.
- 1972: The Porkchoppers
  - Wahlparole: Mord. Übersetzt von Sigrid Kellner. Ullstein, Frankfurt am Main / Berlin 1973, ISBN 3-548-01530-1.
  - Porkchoppers. Neu Übersetzt von Jochen Stremmel. Alexander, Berlin 2016, ISBN 978-3-89581-403-7.
- 1973: If You Can’t Be Good
  - Nur lass dich nicht erwischen. Übersetzt von Tilman Lichter. Ullstein, Frankfurt am Main / Berlin 1974, ISBN 3-548-01603-0.
  - Dann sei wenigstens vorsichtig. Übersetzt von Jochen Stremmel, durchgesehen von Gisbert Haefs. Alexander, Berlin 2018, ISBN 978-3-89581-476-1. (Erste vollständige deutsche Ausgabe)
- 1975: The Money Harvest
  - Die Millionenernte. Übersetzt von Ute Tanner. Ullstein, Frankfurt am Main / Berlin 1975, ISBN 3-548-01740-1.
  - Fette Ernte. Übersetzt von Jochen Stremmel. Alexander, Berlin 2014, ISBN 978-3-89581-317-7. (Erste vollständige deutsche Ausgabe)
- 1976: Yellow Dog Contract
  - Geheimoperation Gelber Hund. Übersetzt von Edith Massmann. Ullstein, Frankfurt am Main / Berlin 1978, ISBN 3-548-01872-6.
  - Der Yellow-Dog-Kontrakt. Übersetzt von Stella Diedrich, Gisbert Haefs und Edith Massmann. Alexander, Berlin 2010, ISBN 978-3-89581-225-5. (Erste vollständige deutsche Ausgabe)
- 1979: The Eighth Dwarf
  - Vierzig Riesen für den Zwerg. Übersetzt von Edith Massmann. Ullstein, Frankfurt am Main / Berlin 1980, ISBN 3-548-10060-0.
  - Der achte Zwerg. Übersetzt von Stella Diedrich, Gisbert Haefs und Edith Massmann. Alexander, Berlin 2011, ISBN 978-3-89581-251-4. (Erste vollständige deutsche Ausgabe)
- 1981: The Mordida Man
  - Der Bakschischmann. Übersetzt von Edith Massmann. Ullstein, Frankfurt am Main / Berlin 1982, ISBN 3-548-10173-9.
  - Der Mordida-Mann. Übersetzt von Jochen Stremmel. Alexander, Berlin 2017, ISBN 978-3-89581-452-5.
- 1983: Missionary Stew
  - Mördermission. Übersetzt von Wilm W. Elwenspoek. Ullstein, Frankfurt am Main / Berlin 1985, ISBN 3-548-10320-0.
  - Teufels Küche. Bearbeitete Übersetzung von Jochen Stremmel und Anja Franzen. Alexander, Berlin 2008, ISBN 978-3-89581-183-8.
- 1984: Briarpatch
  - Schutzwall. Übersetzt von Jürgen Behrens. Ullstein, Frankfurt am Main / Berlin 1986, ISBN 3-548-10387-1.
  - Dornbusch. Übersetzt von Jochen Stremmel. Alexander, Berlin 2015, ISBN 978-3-89581-375-7.
- 1989: The Fourth Durango
  - Gottes vergessene Stadt. Übersetzt von Bernd Holzrichter. Ullstein, Frankfurt am Main / Berlin 1990, ISBN 3-550-06170-6.
  - Gottes vergessene Stadt. Bearbeitete Übersetzung von Bernd Holzrichter. Alexander, Berlin 2006, ISBN 3-89581-160-2.
- 1994: Ah, Treachery!
  - Die im Dunkeln. Übersetzt von Gisbert Haefs. Haffmans, Zürich 1995, ISBN 3-251-30057-1.
  - Die im Dunkeln. Übersetzt und durchgesehen von Gisbert Haefs. Alexander, Berlin 2005, ISBN 3-89581-143-2.

## Auszeichnungen
- 1966: Edgar Allan Poe Award – Kategorie Bester Erstlingsroman für The Cold War Swap
- 1985: Edgar Allan Poe Award – Kategorie Bester Roman für Briarpatch
- 1986: Deutscher Krimi Preis – Kategorie Preisträger International (Platz 1) für Mördermission (Original: Missionary Stew)
- 1987: Deutscher Krimi Preis – Kategorie Preisträger International (Platz 1) für Schutzwall (Neuübersetzung: Dornbusch) (Original: Briarpatch)
- 1990: Schwedischer Krimipreis – Kategorie Bester Roman International für Kinesens chans (Original: Chinaman’s Chance)
- 1990: Deutscher Krimi Preis – Kategorie Preisträger International (Platz 1) für Am Rand der Welt (Original: Out on the Rim)
- 1992: Wahl zum Präsidenten der Mystery Writers of America
- 1996: Deutscher Krimi Preis – Kategorie Preisträger International (Platz 1)  für Die im Dunkeln (Original: Ah, Treachery!)

## Verfilmungen
- 1976 Der Tag der Abrechnung (St. Ives). Regie: J. Lee Thompson; Buch: Barry Beckermann; mit Charles Bronson, Jacqueline Bisset und Maximilian Schell – nach The Procane Chronicle
- 1995 Bad Company. Regie: Damian Harris; Buch: Ross Thomas; mit Laurence Fishburne, Ellen Barkin